# María Isabel de Baviera y de Croÿ
María Isabel de Baviera (en alemán: Maria Elisabeth von Bayern; Mónaco de Baviera, 9 de septiembre de 1914 - Río de Janeiro, 13 de mayo de 2011), apodada la  "emperatriz-madre", era una princesa alemana de la Casa de Wittelsbach, nieta del rey Luis III de Baviera y esposa y consorte imperial del príncipe Pedro Enrique de Orleans-Braganza. Era la hija mayor del príncipe Francisco de Baviera, tercer hijo de rey Luis III.

## Infancia
La princesa María Isabel nació en el Palacio de Nymphenburg, Múnich, Reino de Baviera, la segunda hija y la primera hija del príncipe Francisco de Baviera (1875-1957), (hijo de Luis III de Baviera y la archiduquesa María Teresa de Austria-Este ) y su esposa, la princesa Isabella Antonie de Croÿ (1890–1982), (hija de Karl Alfred, duque de Croÿ y la princesa Ludmilla de Arenberg).
La princesa nació al comienzo de la Primera Guerra Mundial ; la mayoría de sus parientes lucharon durante la guerra, incluso su padre. Su infancia y juventud fueron muy turbulentas a causa de los regímenes que se establecieron en Alemania después de la guerra.
Hasta la mayoría de edad la princesa vivió en el castillo de Sárvár, en Hungría, propiedad de su abuela, la reina María Teresa, archiduquesa de Austria, princesa de Hungría y de Módena, entre otros. La familia real bávara regresó a Baviera en la década de 1930. El gobierno republicano se vio obligado a devolver una parte sustancial de los bienes y castillos que habían sido confiscados en 1918 tras la revolución .
Los tiempos en Alemania entre las guerras (1918-1938) fueron difíciles, debido a la Gran Depresión de 1929 y el ascenso de los nazis y Adolf Hitler en el gobierno alemán. El tío de la princesa, Rupprecht (1869-1955), jefe de la Casa Real de Baviera, se declaró enemigo de Hitler. Este hecho tuvo un gran impacto en la Familia Real; se vieron obligados a huir a Italia . Sin embargo, la segunda esposa del príncipe Rupprecht, la princesa Antonia de Luxemburgo (1899-1955), y sus hijos, fueron capturados por los nazis, mientras que Rupprecht, aún en Italia, evadió el arresto. Fueron encarcelados en Sachsenhausen . Aunque liberada ese mismo mes, el encarcelamiento perjudicó mucho la salud de Antonia, quien murió nueve años después, en Lenzerheide, Suiza .
La princesa Maria Elisabeth recibió educación de sus padres, así como educación en el arte de la pintura. La princesa se especializó en la pintura de porcelana, un arte tradicional de Baviera.

## En Brasil
El 19 de agosto de 1937, la princesa María Isabel se casó con el príncipe Pedro Enrique de Orleans-Braganza, jefe de una de las ramas de la Casa Imperial de Brasil . La boda tuvo lugar en la capilla del Palacio de Nymphenburg .
La pareja imperial vivió primero en Francia ; aunque hicieron numerosos intentos de emigrar a Brasil, la Segunda Guerra Mundial lo impidió. No fue hasta 1945 que la familia pudo mudarse. Primero se instalaron en el Palacio de Grão-Pará, en Petrópolis, Río de Janeiro, y luego en una casa del barrio de Retiro. En 1951, el Príncipe Pedro Henrique adquirió la Fazenda Santa Maria, en Jacarezinho, Paraná, donde la familia vivió hasta 1964. En 1965, la familia imperial se trasladó a Vassouras, dentro del estado de Río de Janeiro .

### Viudez
En 1981, el príncipe Pedro Henrique murió en Vassouras y su hijo mayor se convirtió en el jefe de la rama de Vassouras de la Casa Imperial de Brasil. La vida de Maria Elisabeth se dividió entre Santa Maria y el departamento de su hija Isabel en el distrito de Lagoa, Río de Janeiro . Visitaba con frecuencia Baviera y Bélgica, donde residían sus otras hijas.
En 2004, una misa en honor a su 90 cumpleaños fue celebrada por el abad emérito de San Benito de Río de Janeiro, José Palmeiro Mendes, y co-celebrada por los sacerdotes Sérgio Costa Couto, juez del Tribunal Eclesiástico de la Arquidiócesis de Río de Janeiro. y capellán de la Gloria del Outeiro, y Jorge Luis Pereira da Silva en la Iglesia de la Hermandad Imperial de Nossa Senhora da Glória do Outeiro, en Río de Janeiro. Asistieron todos sus hijos y numerosos nietos, lo que hizo que el evento fuera lo suficientemente notable como para ser informado por los medios brasileños. 

### Hijos y descendientes
- Príncipe Luis Gastón María José Pío de Orleans-Braganza y Wittelsbach (6 de junio de 1938 en Mandelieu-la-Napoule - 15 de julio de 2022 en São Paulo), exjefe de la Casa Imperial de Brasil (según la rama de Vassouras ). Soltero y sin descendencia.
- Príncipe Eudes María Raniero Pedro José de Orleans-Bragança y Wittelsbach (8 de junio de 1939 en Mandelieu-la-Napoule - 13 de agosto de 2020 en Río de Janeiro[3] ), se casó por primera vez el 14 de mayo de 1967 en São Paulo con Ana Maria de Cerqueira César Moraes de Barros (nacido el 20 de noviembre de 1945 en São Paulo). Se divorciaron en 1976. Tienen dos hijos (incluido el político brasileño Luis Felipe de Orleans-Braganza). Se volvió a casar el 26 de marzo de 1976 en Río de Janeiro, Mercedes Willemsens Neves da Rocha (nacida el 26 de enero de 1955 en Petrópolis ). Tienen cuatro hijos.
- Príncipe Bertrán María José Pio Januario de Orleans-Braganza y Wittelsbach (nacido el 2 de febrero de 1941 en Mandelieu-la-Napoule), actual jefe de la Casa Imperial de Brasil (según la rama de Vassouras ). Soltero y sin descendencia.
- Princesa Isabel María Josefa Enriqueta Francisca de Orleans-Braganza e Wittelsbach (4 de abril de 1944 en La Bourboule - 5 de noviembre de 2017 en Río de Janeiro). Soltera y sin descendencia.
- Príncipe Pedro de Alcántara Enrique María Miguel Gabriel Rafael Gonzaga de Orleans-Braganza y Wittelsbach (nacido el 1 de diciembre de 1945 en Petrópolis), se casó el 4 de julio de 1974 en Río de Janeiro con María de Fátima Baptista de Oliveira Rocha (nacida el 14 de julio de 1952 en Río de janeiro). Tienen cinco hijos.
- Princesa María Carolina de Orleans-Braganza e Wittelsbach (28 de septiembre de 1946 en Petrópolis - 28 de septiembre de 1946 en Petrópolis). María Carolina vivió sólo 10 horas, muriendo el mismo día de su nacimiento debido a prematuridad e insuficiencia respiratoria.
- Príncipe Fernando Dionisio María José Miguel Gabriel Rafael Gonzaga de Orleans-Braganza y Wittelsbach (nacido el 2 de febrero de 1948 en Petrópolis), se casó el 19 de marzo de 1975 en Río de Janeiro con María de Gracia de Siqueira Carvalho Baere de Araújo (nacida el 27 de junio de 1952 en Río de janeiro). Tienen tres hijos.
- Príncipe Antonio Juan María José Jorge Miguel Gabriel Rafael Gonzaga de Orleans-Braganza y Wittelsbach (24 de junio de 1950 en Río de Janeiro - 8 de noviembre de 2024 en Río de Janeiro), se casó el 25 de septiembre de 1981 en Belœil con la princesa Cristina de Ligne (nacida el 11 de agosto de 1955 en Belœil), hija de Antonio, decimotercer príncipe de Ligne, y la princesa Alicia de Luxemburgo. Tienen cuatro hijos. Príncipe Imperial de Brasil (según la rama Vassouras ).
- Princesa Leonor María Josefa Rosa Felipa Miguela Gabriela Rafaela Gonzaga de Orleans-Braganza y Wittelsbach (nacida el 20 de mayo de 1953 en Jacarezinho), se casó el 10 de marzo de 1981 en Río de Janeiro con Miguel, 14º Príncipe de Ligne (nacido el 26 de mayo de 1951 en Belœil), hijo de Antonio, decimotercer príncipe de Ligne, y la princesa Alicia de Luxemburgo. Ellos tienen dos niños.
- El príncipe Francisco María José Rasso Miguel Gabriel Rafael Gonzaga de Orleans-Braganza y Wittelsbach (nacido el 6 de abril de 1955 en Jacarezinho), se casó el 28 de diciembre de 1980 en Río de Janeiro con Claudia Regina Lisboa Martins Godinho (nacida el 11 de julio de 1954 en Río de Janeiro). Tienen tres hijas.
- Príncipe Alberto María José Juan Miguel Gabriel Rafael Gonzaga de Orleans-Braganza y Wittelsbach (nacido el 23 de junio de 1957 en Jundiaí do Sul), se casó el 11 de enero de 1983 en Río de Janeiro con Maritza Bulcão Ribas Bockel (nacida el 29 de abril de 1961 en Río de Janeiro). Tienen cuatro hijos.
- Princesa María Teresa Aldegunda Luisa Josefa Micaela Gabriela Rafaela Gonzaga de Orleans-Braganza y Wittelsbach (nacida el 14 de julio de 1959 en Jundiaí do Sul), se casó el 4 de noviembre de 1995 en Río de Janeiro con Juan Hessel de Jong (nacido el 5 de marzo de 1954 en Joure). Ellos tienen dos niños.
- Princesa María Gabriela Dorotea Isabel Josefa Micaela Gabriela Rafaela Gonzaga de Orleans-Braganza y Wittelsbach (nacida el 14 de julio de 1959 en Jundiaí do Sul), casada el 20 de diciembre de 2003 en Teresópolis con Teodoro Senna de Hungria da Silva Machado (nacido el 12 de julio de 1954 en Petrópolis). Se divorciaron en 2005. Se volvió a casar con Juan Marcos Pilli. No tuvo hijos de sus dos matrimonios.

## Títulos y tratamientos
| ● 9 de septiembre de 1914-19 de agosto de 1937: | Su Alteza Real la princesa María Isabel de Baviera             |
| ● 19 de agosto de 1937-5 de julio de 1981:      | Su Alteza Imperial y Real la princesa imperial de Brasil       |
| ● 5 de julio de 1981-13 de mayo de 2011:        | Su Alteza Imperial y Real la princesa imperial viuda de Brasil |

## Honores
- House of Wittelsbach – Order of Saint Elizabeth
- House of Wittelsbach – Order of Theresa
- House of Bourbon-Two Sicilies – Grand Cross of the Sacred Military Constantinian Order of Saint George
- Sovereign Military Order of Malta – Dame of Justice